# Fulberto de Falaise
Fulberto de Falaise  (Falaise 976 - 1017) foi um curtidor que morava na pequena cidade de Falaise, na Normandia. No entanto, o termo que designa por completo a sua atividade pois as crônicas são ambíguas, uma vez que também se poderiam referir a um boticário, embalsamador ou alguém que recebe os corpos dos mortos para fazer o seu funeral. Foi no entanto uma pessoa registada na história principalmente pelo facto de ter sido pai de Arlete de Falaise, mãe de importantes figuras históricas onde se destaca por exemplo Guilherme I de Inglaterra, "o Conquistador" (c. 1027 - 1087), duque da Normandia e rei da Inglaterra.

## Relações familiares
Foi casado com Donada ou Doue ou Doda,  princesa da Escócia, filha de Malcolm II da Escócia, rei da Escócia, foi pai de Arlete de Falaise ou Arlete de Falaise (1011 - 1062) que apesar de não ter casado, teve das suas relações amorosas vários filhos, fazendo de Fulberto avó de:
- Guilherme I de Inglaterra, "o Conquistador" (c. 1027 - 1087), duque da Normandia e rei da Inglaterra. Filho do duque da Normandia Roberto I da Normandia, "o Magnífico" (1010 - 3 de Julho de 1035);
- Roberto de Mortain (? - c. 1090), Conde de Mortain e Cornwall, companheiro do seu meio irmão Guilherme I de Inglaterra na Batalha de Hastings. Filho de Herluin de Conteville  (1001 - c. 1066);
- Odo de Bayeux (entre 1030 e 1035 – Palermo, 6 de janeiro de 1097), bispo de Bayeux, Conde de Kent, companheiro do seu meio irmão Guilherme I de Inglaterra na Batalha de Hastings. Filho de Herluin de Conteville  (1001 - c. 1066);
- Filha de nome incerto que foi casada com Guilherme de La Ferté-Mace, senhor de La Ferté-Mace. Filha de Herluin de Conteville  (1001 - c. 1066);
- Adelaide da Normandia (1026 - 1090), condessa de Aumale. Filha de Herluin.

## Bibliografa
- Elisabeth MC van Houts, 'As Origens do Arlete, mãe de William, o Conquistador ", em A Revisão Histórica Inglês , vol. 101, No. 399 (Abril 1986), p. 399-404.
- David C. Douglas, William, o Conquistador , University of California Press, 1964, p. 380-383.